# Monotes katangensis
Monotes katangensis là một loài thực vật có hoa trong họ Dầu. Loài này được (De Wild.) De Wild. mô tả khoa học đầu tiên năm 1913.